# Ю Гвансун
Ю Гвансу́н (кор. 유관순, кит. 柳寬順) — кореянка, одна из наиболее известных деятелей движения за независимость Кореи от Японии.

## Биография

### Детство
Ю Гвансун родилась 17 ноября 1902 года в деревне Ёндури́ города Чхонана провинции Чхунчхон-Намдо. На формирование её характера большое влияние оказал отец — человек высоких нравственных убеждений, активно выступавший за всеобщее просвещение народа. Девочка росла в атмосфере глубокой веры в Бога[какого?] и гордости за свою нацию. В 1918 году её приняли в первый класс школы высшей ступени и назначили стипендию как лучшей ученице.

### Образование
Ю училась в школе Ихва, которая была первым в Корее частным образовательным учреждением для женщин. В 1918 году её приняли в первый класс школы высшей ступени и назначили стипендию как лучшей ученице.

### Политическая деятельность и тюрьма
Вместе с одноклассницами Ю Гвансун активно участвовала в Первомартовском движении, а вернувшись на родину, возглавила антияпонское сопротивление. 1 апреля на рынке Аунэ в уезде Чхонан-гун провинции Чхунчхон-Намдо состоялась массовая демонстрация, на которой Ю Гвансун выступила с призывом подняться на борьбу за независимость страны. В процессе подавления демонстрации японская полиция применила огнестрельное оружие. Тогда погибли 19 человек, включая родителей Ю Гвансун. Сама Ю Гвансун была арестована и осуждена на три года, а затем на пять лет заключения, отбывать которое её отправили в сеульскую тюрьму Содэмун.
Но и там она призывала заключённых к борьбе. В тюрьме она скандировала «Независимость Корее! Да здравствует (Корея)!» («대한 독립! 만세!»)» по утрам и вечерам. Несмотря на то, что в тюрьме её подвергали пыткам, 1-го марта 1920 года в тюрьме она проводила демонстрацию за независимость. Позднее её неоднократно подвергали пыткам.

### Смерть
В результате жестоких пыток Ю Гвансун скончалась 28 сентября 1920 года в возрасте 17 лет.

## В массовой культуре

### Фильмы
1. A Resistance, 2019 (항거: 유관순 이야기)
2. 1919 Ю Гвансун, 2019 (1919 유관순)